# 과학 시설
과학 시설(영어:Science Facility)은 스타크래프트 종족인 테란의 건물이다. 테란의 고급 건물 중에 하나이다.

## 특징
과학 시설은 스타크래프트와 스타크래프트 리마스터에선 Science Facility란 영단어를 그대로 한글로 음역한 사이언스 퍼실리티라고 불리며 스타크래프트 2에선 한국어로 번역된 과학 시설이라고 불린다. 테란의 중요한 공중 마법 유닛 중에 하나인 사이언스 베슬을 뽑기 위해선 반드시 필요한 건물이다. 과학 시설을 지으면 스타포트에서 사이언스 베슬의 생산이 가능하다. 이외에 과학 시설은 엔지니어링 베이와 아머리에서 각각 바이오닉 유닛들, 메카닉 유닛, 공중 유닛들의 공격력, 방어력 2업그레이드, 3업그레이드의 요구 조건이 되는 건물이기 때문에 테테전, 테프전, 테저전 모두 공격력, 방어력 3단계 최종 업그레이드를 위해서도 필수로 지어주는 건물이 된다. 과학 시설에서 연구할 수 있는 것은 사이언스 베슬의 마법 기술인 EMP 충격파 연구, 방사선 연구와 사이언스 베슬의 마나를 200에서 250으로 늘려주는 업그레이드인 타이탄 반응로 연구가 있다. 과학 시설을 짓는데 필요한 선행 건물은 스타포트가 된다. 과학 시설은 테란의 건물등 중에서 띄울 수 있는 건물 중에 하나로 적에게 기지가 공격을 받는 위급 상황이거나 테프전에서 사이언스 베슬에 대한 기술 연구와 업그레이드만 마치게 되면 프로토스전에선 잘 안쓰이는 고스트를 생산하게 해주는 건물인 코버트 옵스, 배틀크루저를 생산하게 해주는 건물인 피직스 랩이 사이언스 퍼실리티의 애드온 건물이기 때문에 건물을 띄워서 아군 메카닉 테란 유닛들의 시야를 밝히거나 정찰하는 용도로도 활용된다. 과학 시설을 건설하는데 필요한 가격과 건설 시간은 미네랄:150, 가스:200, 건설 시간:60초이다. 건물의 능력치는 체력:850, 기본 방어력:1이다. 스타크래프트 2에서는 일반적인 섬멸전에선 등장하지않기 때문에 테란의 공격력, 방어력의 2단계, 3단계 업그레이드 요구 조건이 과학 시설에서 무기고로 넘어갔다. 캠페인이나 협동전에서만 등장하며 캠페인과 협동전에서 과학 시설은 전작과 달리 가스를 요구하지않지만 대신 광물의 가격이 400으로 올라 사령부와 같은 가격으로 비싸졌다. 전작과는 달리 스타크래프트 2의 과학 시설은 띄울 수 없으며 기본 방어력은 1로 전작과 동일하지만 대신 체력은 1000으로 올랐다. 과학선의 기술 연구와 업그레이드는 과학 시설에서 우주공항에 애드온된 기술실로 이전되었고 스타크래프트 2의 과학 시설은 대신 생체 자원을 이용해 업그레이드하는 건물로 전환되었다.

## 같이 보기
- 스타크래프트
- 테란